# Marysville (Indiana)
Pour les articles homonymes, voir Marysville.
Marysville est une Unincorporated Areas du comté du Clark dans l'Indiana. Le 2 mars 2012, une tornade rase le village entièrement et le maire, Chuck Adams, annonce que la ville « a complètement disparu », seul le château d'eau et quelque maisons sont toujours debout. La petite église datant des années 1890 fut reconstruite en 2014.